# Rhabdornis rabori
El rabdornis de Rabor (Rhabdornis rabori) es una especie de ave paseriforme de la familia Sturnidae endémica del oeste de Filipinas. Anteriormente se consideraba una subespecie de Rhabdornis inornatus.

## Distribución y hábitat
Es una especie endémica de las selvas montanas y submontanas de las islas de Negros y Panay, en Filipinas.